# Levéli szélerőmű
A levéli szélerőműpark 2008-ban kezdett termelni. Az eredetileg tervezett 24 db 2000 kW-os toronyból az időközben életbelépő kvótakorlátozások miatt csak 12 épülhetett meg. A szélerőművek típusa Repower MM82. A Német Repower (2014-től Senvion) cég Magyarországra egyedül ebbe a parkba szállított szélerőműveket. A Levéli Repower MM82 tornya 100 m magas, lapátjai 40 m-esek. A rotor teljes átmérője 82 méter.
Az erőmű létesítményei részben a község belterülete irányából, az 1-es főút felől, részben a 8505-ös útról közelíthetők meg.
Repwer MM82 adatok:
- Gyártás kezdete: 2003
- Szabályzás: Pitch (Lapátok állásszögének változtatása villanymotorokkal.)

Tömegek:
- Gondola tömege: 66 t
- Rotor tömege a lapátokkal: 36 t
- Vasbeton alap: 36 t betonvas és 360 m³ beton

Határadatok:
- Minimális fordulatszám: 8,5 1/min
- Maximális fordulatszám: 17,1 1/min
- Beinduláshoz szükséges minimális szélsebesség: 3,5 m/s
- Névleges teljesítmény eléréséhez szükséges szélsebesség: 14,5 m/s
- Lekapcsolási szélsebesség: 25 m/s

Egyéb adatok:
- Lapátok gyártója: LM
- Hajtómű: Eickhoff 3 fokozatú, áttétel: 1:105.4